# Płyta fotograficzna

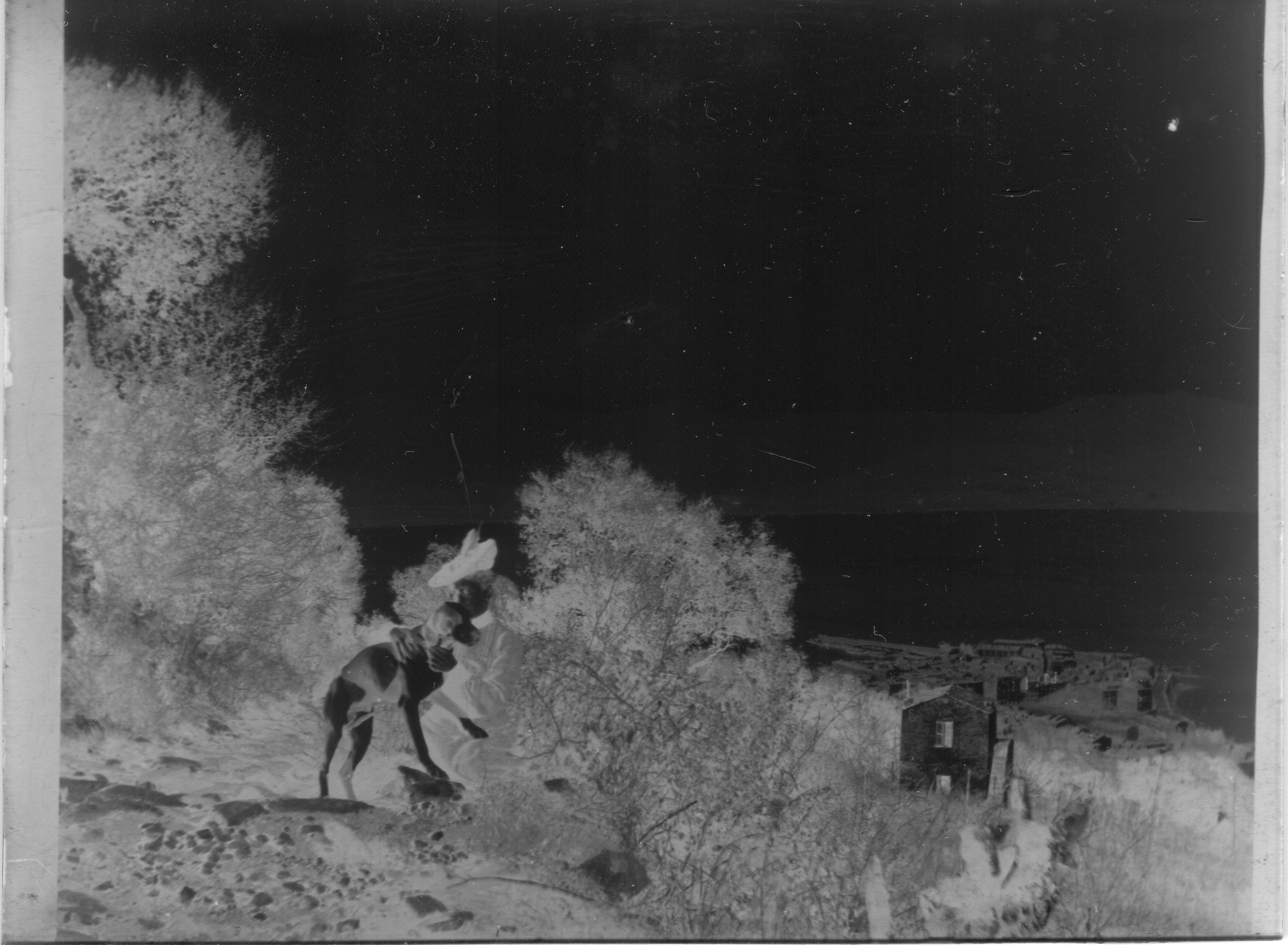
Zeskanowany negatyw płyty fotograficznej

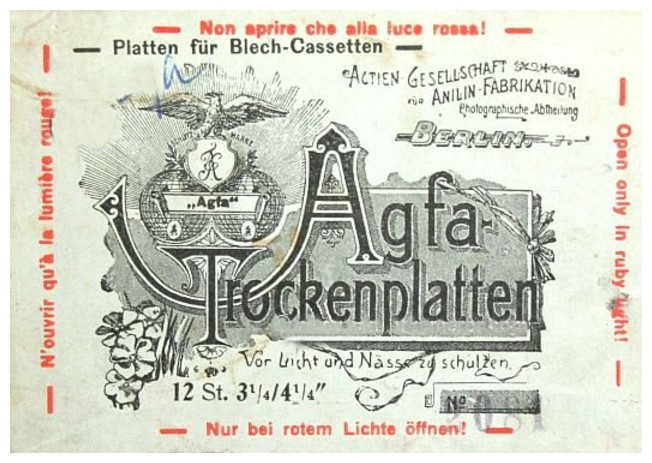
Nadruk na opakowaniu płyt fotograficznych AGFA z 1880 roku

Płyta fotograficzna – w fotografii, płyta szklana z naniesioną emulsją światłoczułą, rodzaj kliszy, poprzednik błony fotograficznej. 
Istnieje grupa detektorów działających na zasadzie chemicznych zmian wywołanych promieniowaniem. Historycznie był to pierwszy użyty detektor promieniowania jądrowego, gdyż Henri Becquerel zauważył właśnie na płycie fotograficznej skutki takiego promieniowania. 
Do dzisiejszego dnia znajduje ona wiele ważnych zastosowań, szczególnie gdy zamiarem jest zsumowanie efektów promieniowania emitowanego przez długi czas lub sporządzenie realnego obrazu, jak np. przy fotografii rentgenowskiej. 